# Hosakere, Jagalur
Hosakere là một làng thuộc tehsil Jagalur, huyện Davanagere, bang Karnataka, Ấn Độ.